# Isabel Fernández
María Isabel Fernández Gutiérrez (ur. 1 lutego 1972), hiszpańska judoczka. Dwukrotna medalistka olimpijska.
Walczyła w kategorii lekkiej (do 56, a później 57 kg). Brała udział w czterech igrzyskach (IO 96, IO 00, IO 04, IO 08), na dwóch zdobywała medale. Największy sukces odniosła na igrzyskach w 2000, zwyciężając w wadze do 57 kg. Cztery lata wcześniej sięgnęła po brąz. Była mistrzynią świata (1997) oraz srebrną (1999 i 2007) i brązową (2001) medalistką tej imprezy. Sześciokrotnie zwyciężała w mistrzostwach Europy (1998, 1999, 2001, 2003, 2004 i 2007), była również srebrną (1995, 1997 i 2008) i brązową (1996, 2002, 2005, 2006) medalistką. Startował w Pucharze Świata w latach 1995–2008, 2010 i 2012.